# Carlos Petit
Carlos Petit Calvo (n. 1955) es un historiador del derecho y catedrático español.

## Biografía
Nació en 1955. Catedrático primero en la Universidad Autónoma de Barcelona y más tarde en la de Huelva, es autor de varios libros de historia del derecho, entre los que se encuentran títulos como Las Compañías mercantiles en Bilbao 1737-1829 (1980), Fiadores y fianzas en derecho romano visigodo (Universidad de Sevilla, 1983) o Discurso sobre el discurso. Oralidad y escritura en la cultura jurídica de la España liberal (Universidad de Huelva, 2000). Ha sido uno de los investigadores principales detrás del proyecto Diccionario de catedráticos españoles de Derecho, una serie de biografías de catedráticos de Derecho españoles.